# Leniș
Leniș – wieś w Rumunii, w okręgu Marusza, w gminie Râciu. W 2011 roku liczyła 205 mieszkańców.